# Jatsu
Jatsu (en francès i oficialment Jatxou) és un municipi d'Iparralde al territori de Lapurdi, que pertany administrativament al departament dels Pirineus Atlàntics (regió de la Nova Aquitània).
La comuna de Jatsu estan travessades pel riu Niva, afluent de l'Adur i limita al nord amb Muguerre i Milafranga, Hazparne a l'est, Uztaritze a l'oest, Larresoro al sud-oest i Haltsu al sud.

## Demografia
| 1901 | 1962 | 1968 | 1975 | 1982 | 1990 | 1999 |
| ---- | ---- | ---- | ---- | ---- | ---- | ---- |
| 348  | 355  | 389  | 411  | 530  | 648  | 811  |
|      |      |      |      |      |      |      |

## Administració
| Date d'élection                             | Identité       | Qualité |
| ------------------------------------------- | -------------- | ------- |
| Les dades anteriorsa 1995 no són conegudes. |                |         |
| 1995                                        | Alain Castaing |         |
| 2001                                        | Alain Castaing |         |

## Imatges

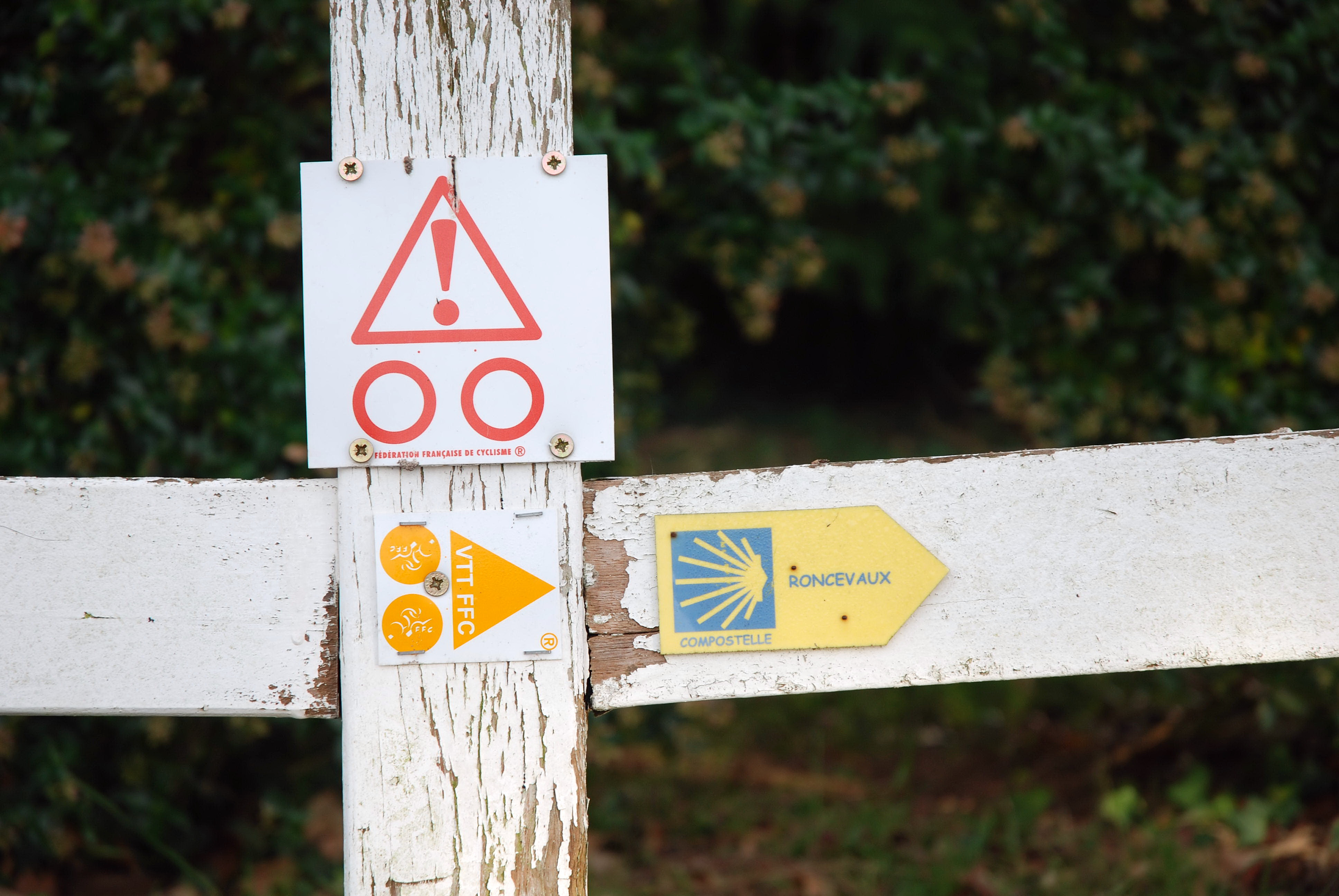
Jatsu, a una cruïlla
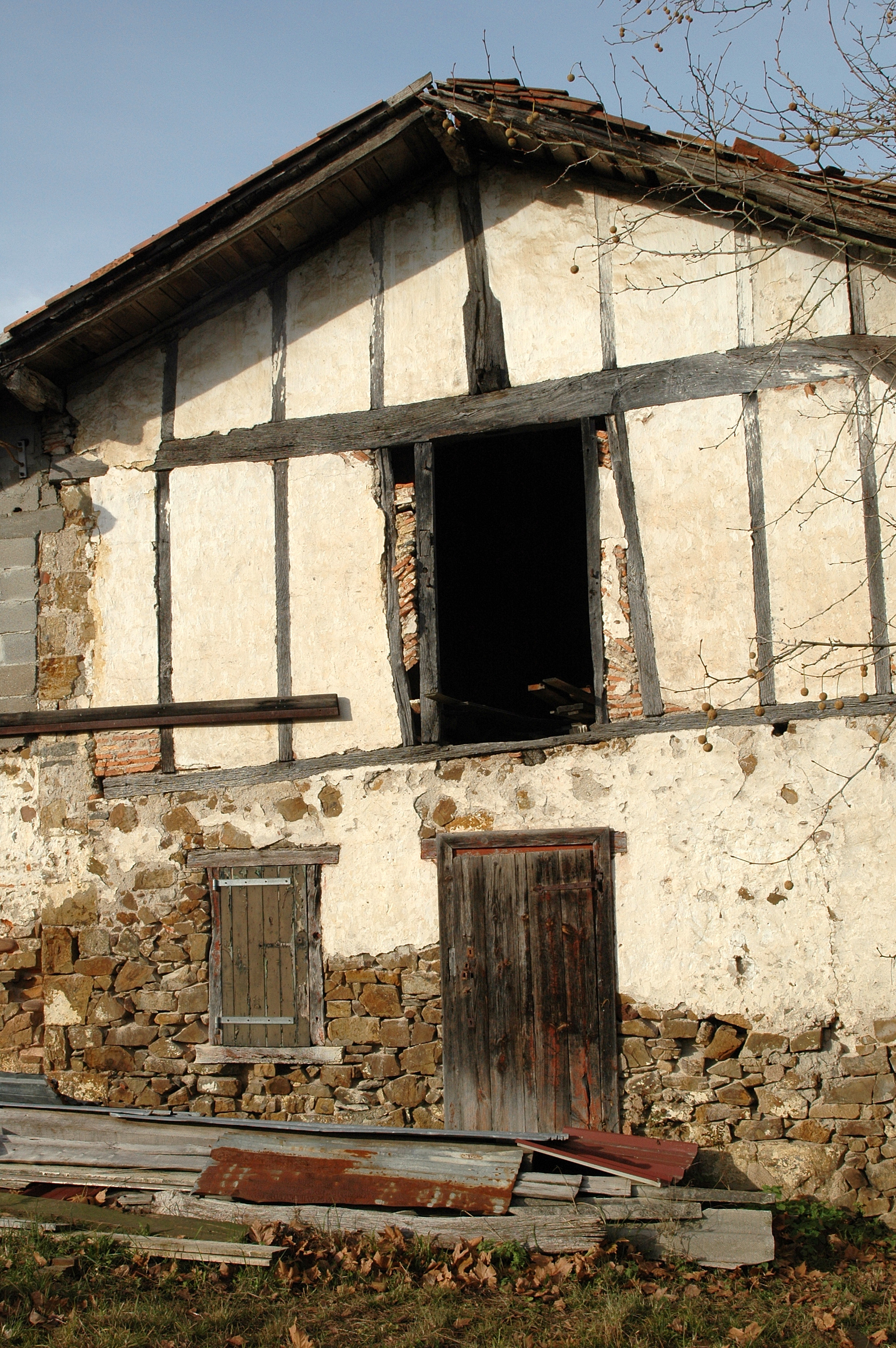
Porta antiga
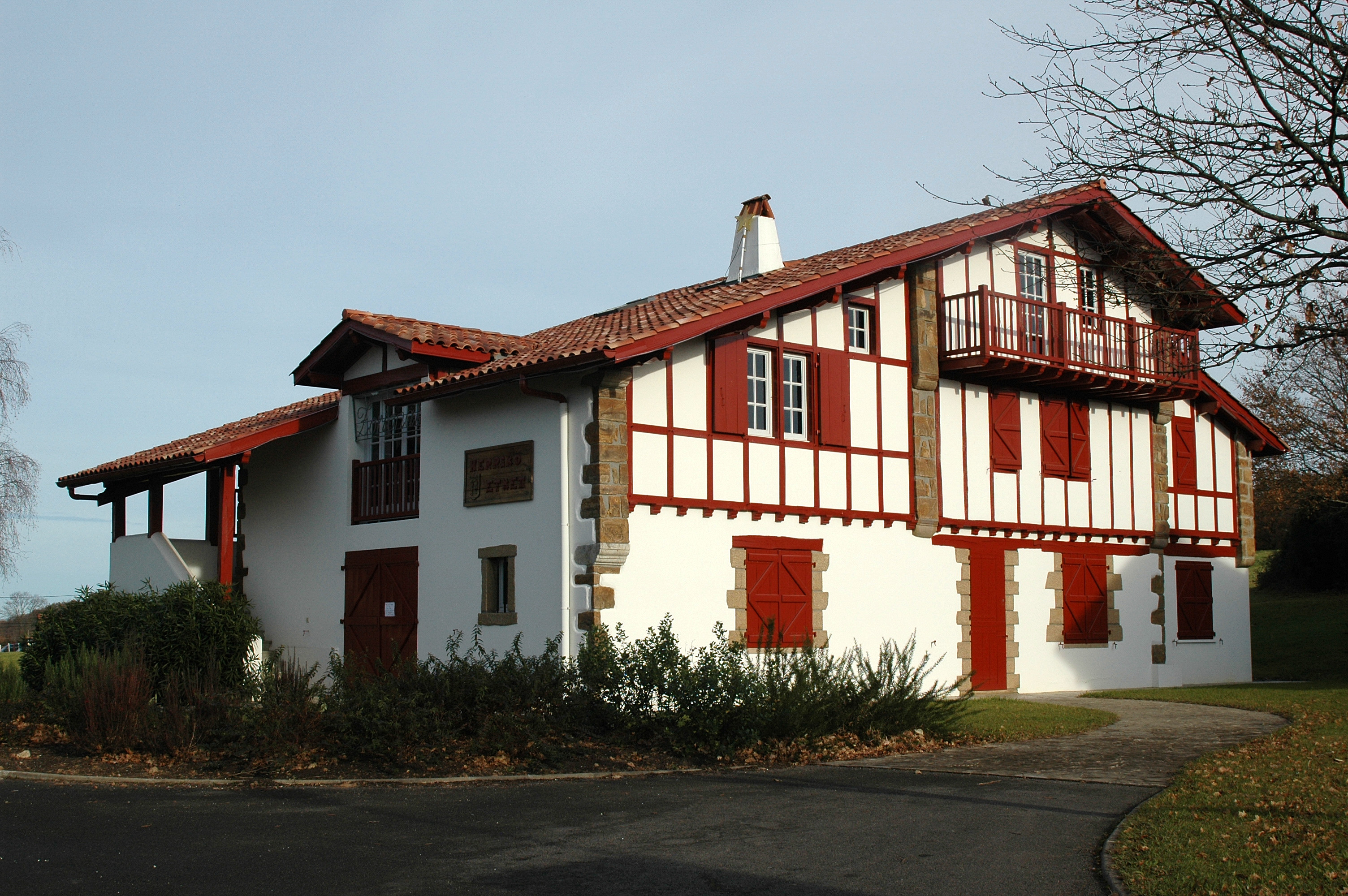
Casa laburdina
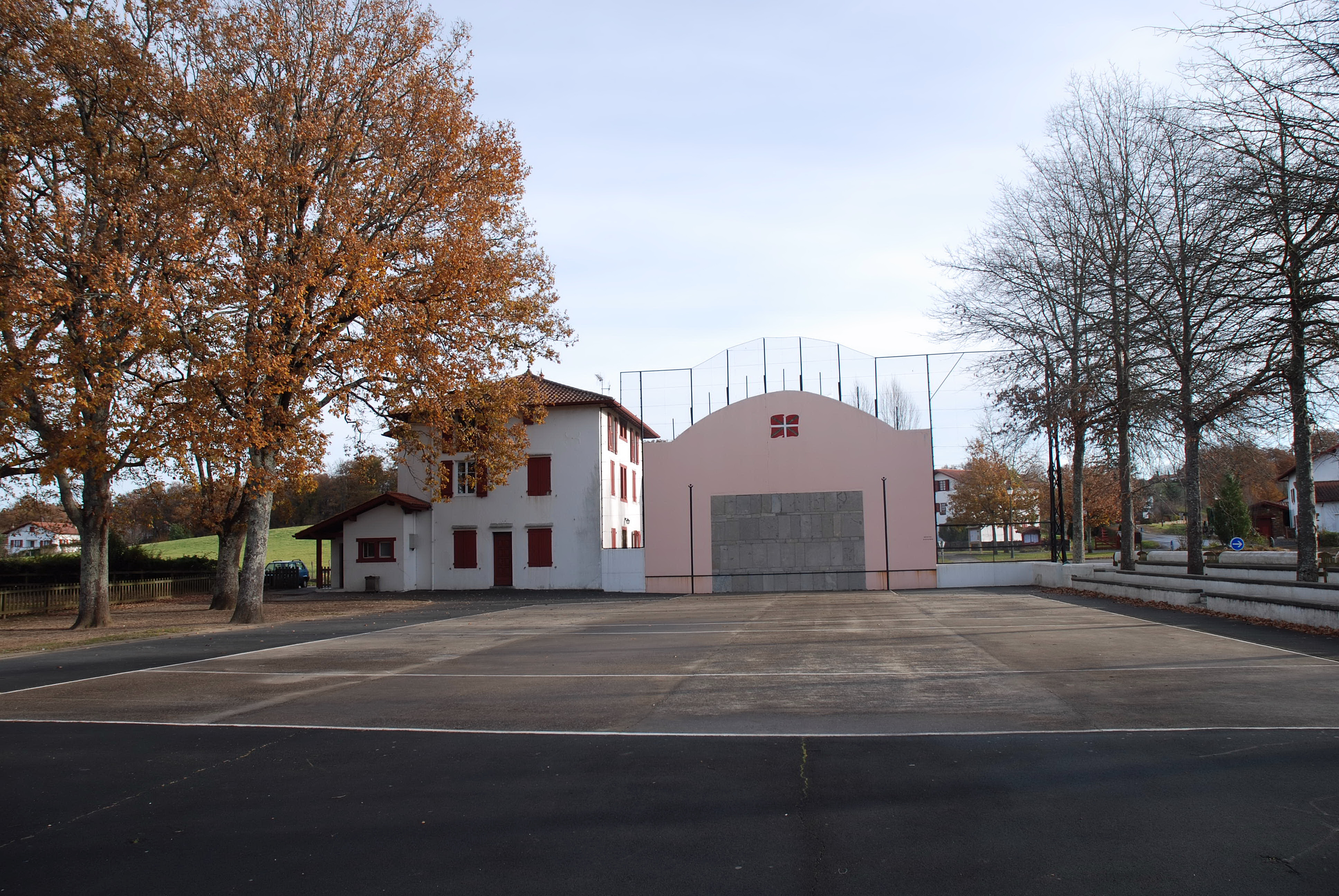
El frontó
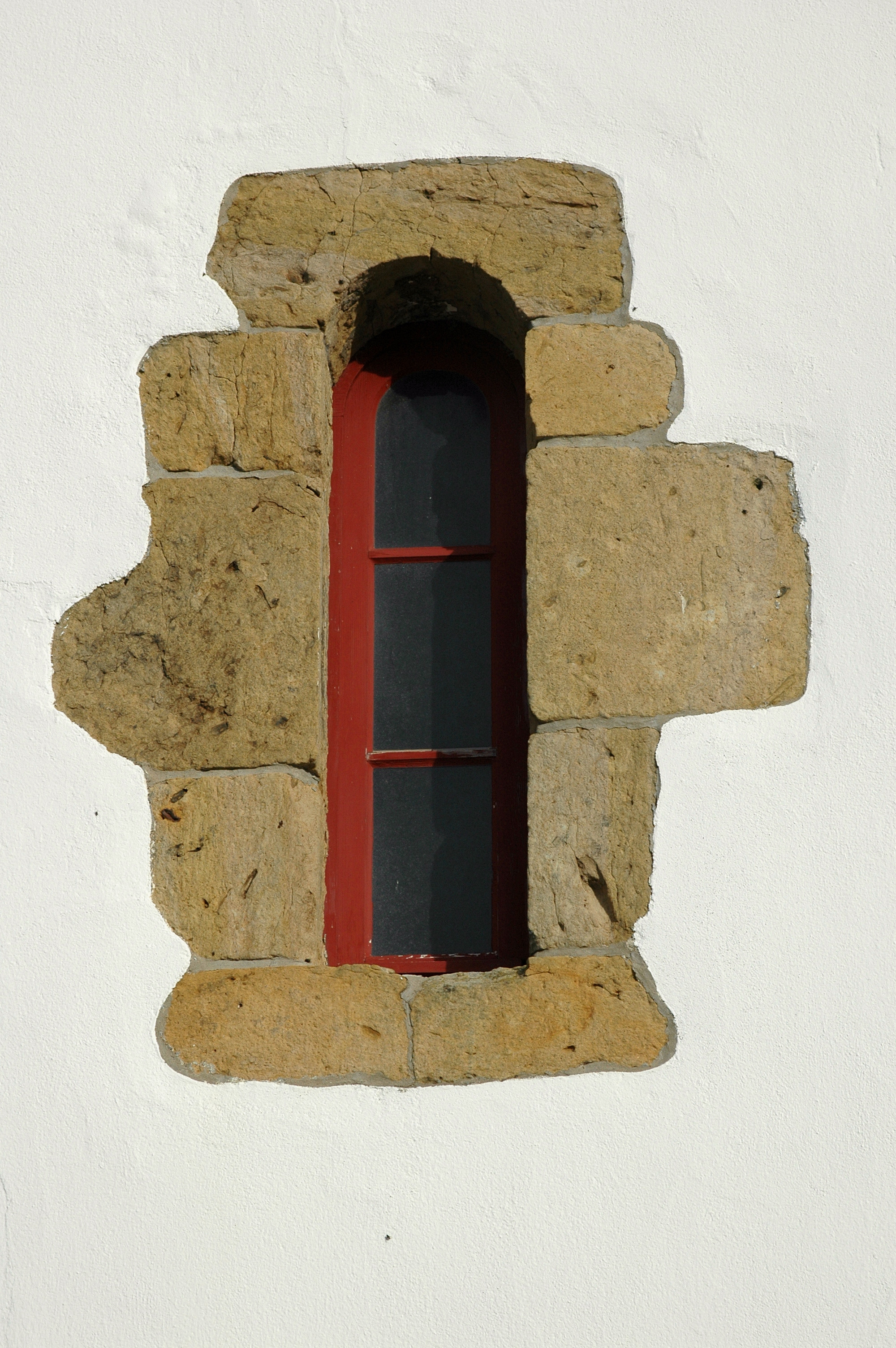
Detall d'una finestra de l'església de Sant-Sebastà
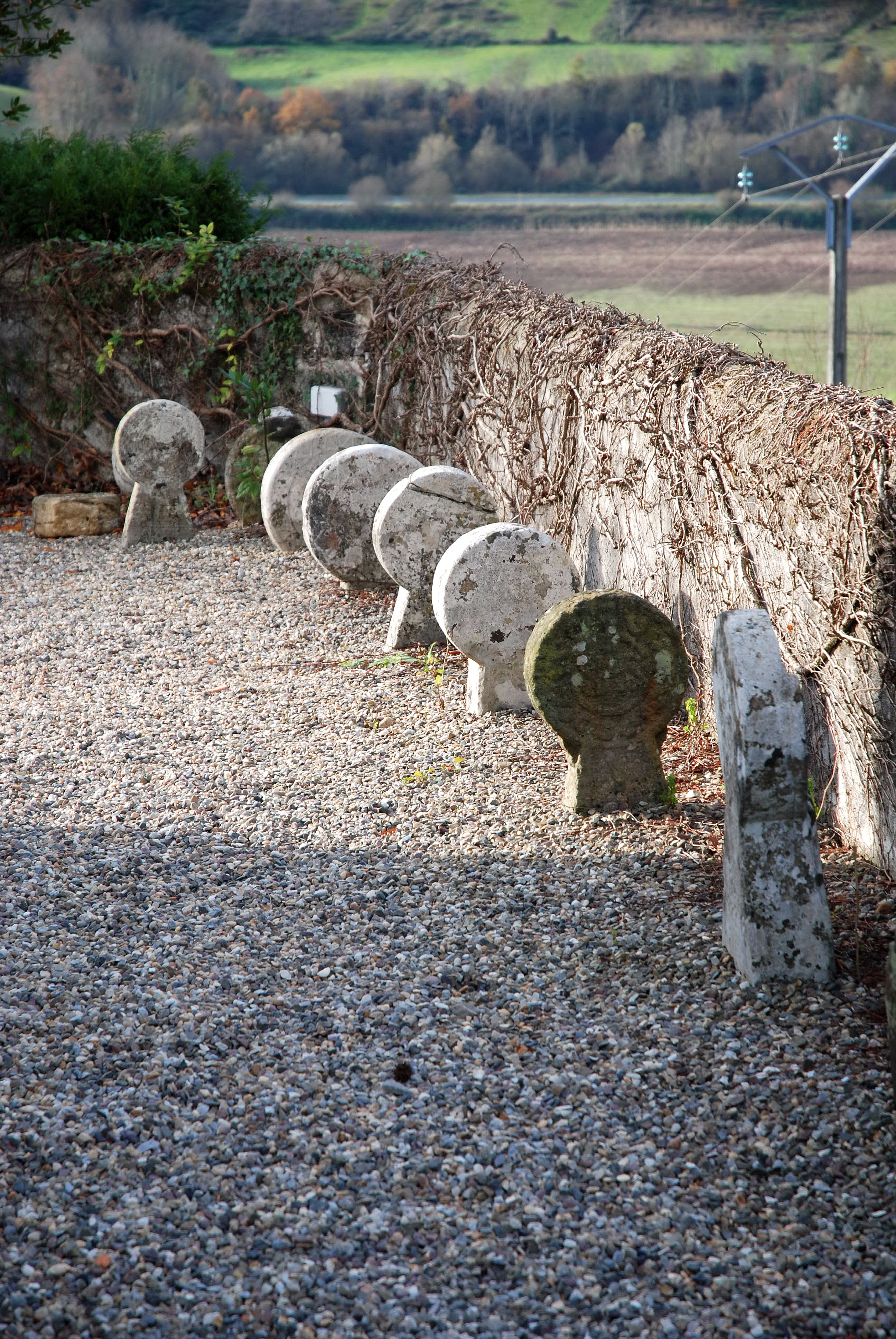
Esteles discoïdals